# Flugzeugwerke Nowosibirsk
Die W.P. Tschkalow-Flugzeugwerke in Nowosibirsk (NAPO) (russisch ОАО «НАПО авиационное производственное объединение имени В.П. Чкалова», Nowosibirskoje Awiazionnoje Objedinenije NAPO) gehören zur Suchoi-Holding und stellen eines der größten Flugzeugwerke in Russland dar.

## Geschichte
Die Flugzeugwerke Nowosibirsk wurden 1931 als Werk Nr. 153 gegründet. Der 1937 eingesetzte Direktor Iwan Danischewski wurde 1938 mit seinen wichtigsten Mitarbeitern Opfer des Großen Terrors. Im Jahr 1939 wurden die Werke nach dem 1938 abgestürzten Testpiloten Waleri Pawlowitsch Tschkalow benannt. Während des Zweiten Weltkrieges wurde der Betrieb durch Zusammenschluss mit anderen Werken, die vor den deutschen Truppen evakuiert worden waren, erweitert. Dies waren unter anderem das Leningrader Werk Nr. 23 und das aus Chimki bei Moskau verlagerte Werk Nr. 302. Bis zum Kriegsende wurden für die Luftstreitkräfte über 16.000 Jagdflugzeuge der Typen I-16, LaGG-3, Jak-7 und Jak-9 produziert. Ab der zweiten Hälfte der 1940er Jahre begann die Herstellung von strahlgetriebenen Jagdflugzeugen der Reihe MiG-15, MiG-17 und MiG-19. Anschließend wurden Konstruktionen von Suchoi (Su-9, Su-11, Su-15 und bis zum Ende der Sowjetunion Su-24) produziert. Außerdem entstanden in den 1960er Jahren 39 % aller gebauten Jak-28 in Nowosibirsk.

## Flugzeugtypen
In Nowosibirsk erfolgt die Endmontage bzw. Fertigung von Teilen folgender ziviler und militärischer Flugzeugtypen:
- Antonow An-38 (Endmontage)
- Suchoi Su-24 (Reparatur)
- Suchoi Su-32 (Endmontage)
- Suchoi Superjet 100

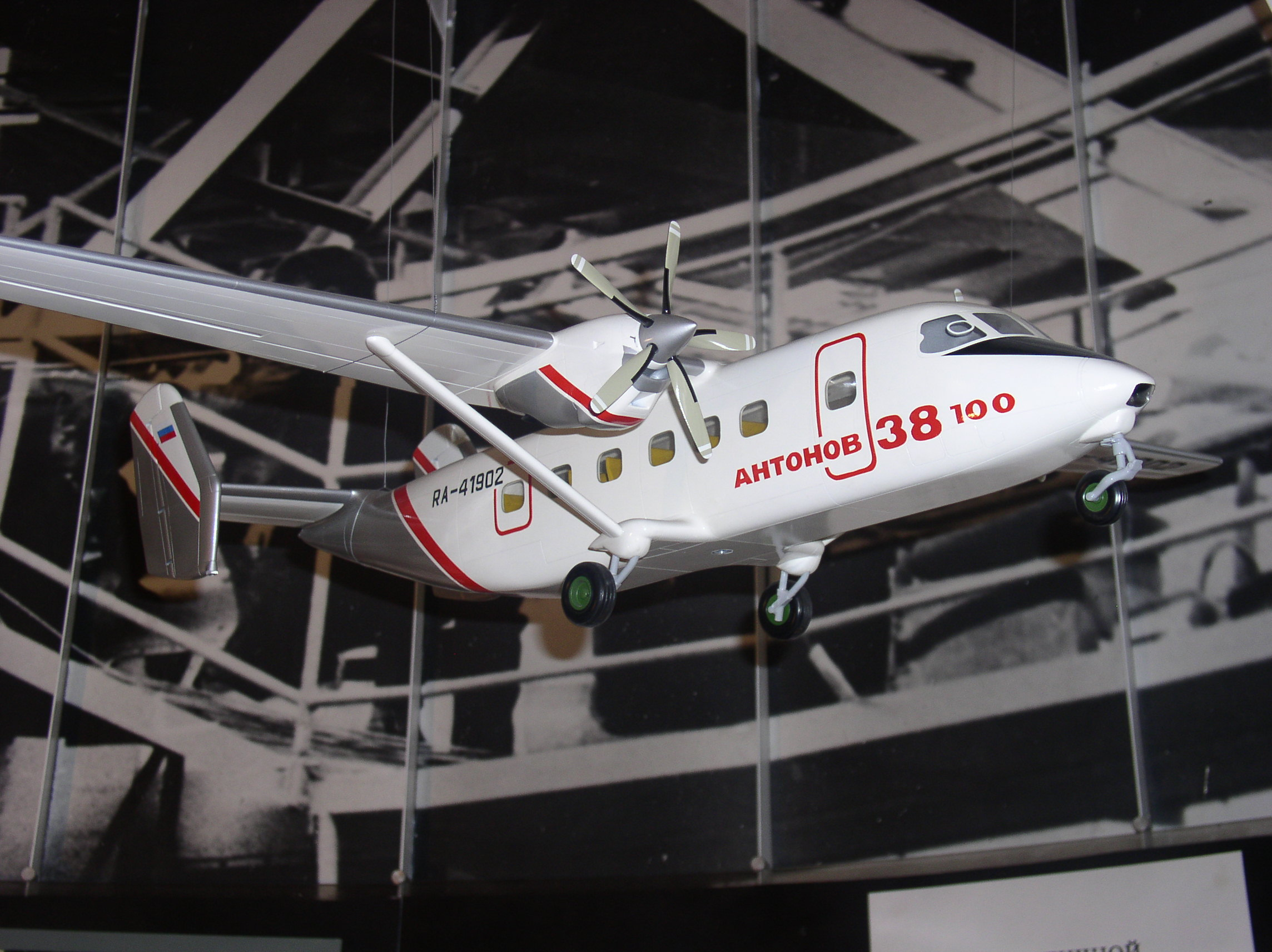
Modell der Antonow An-38
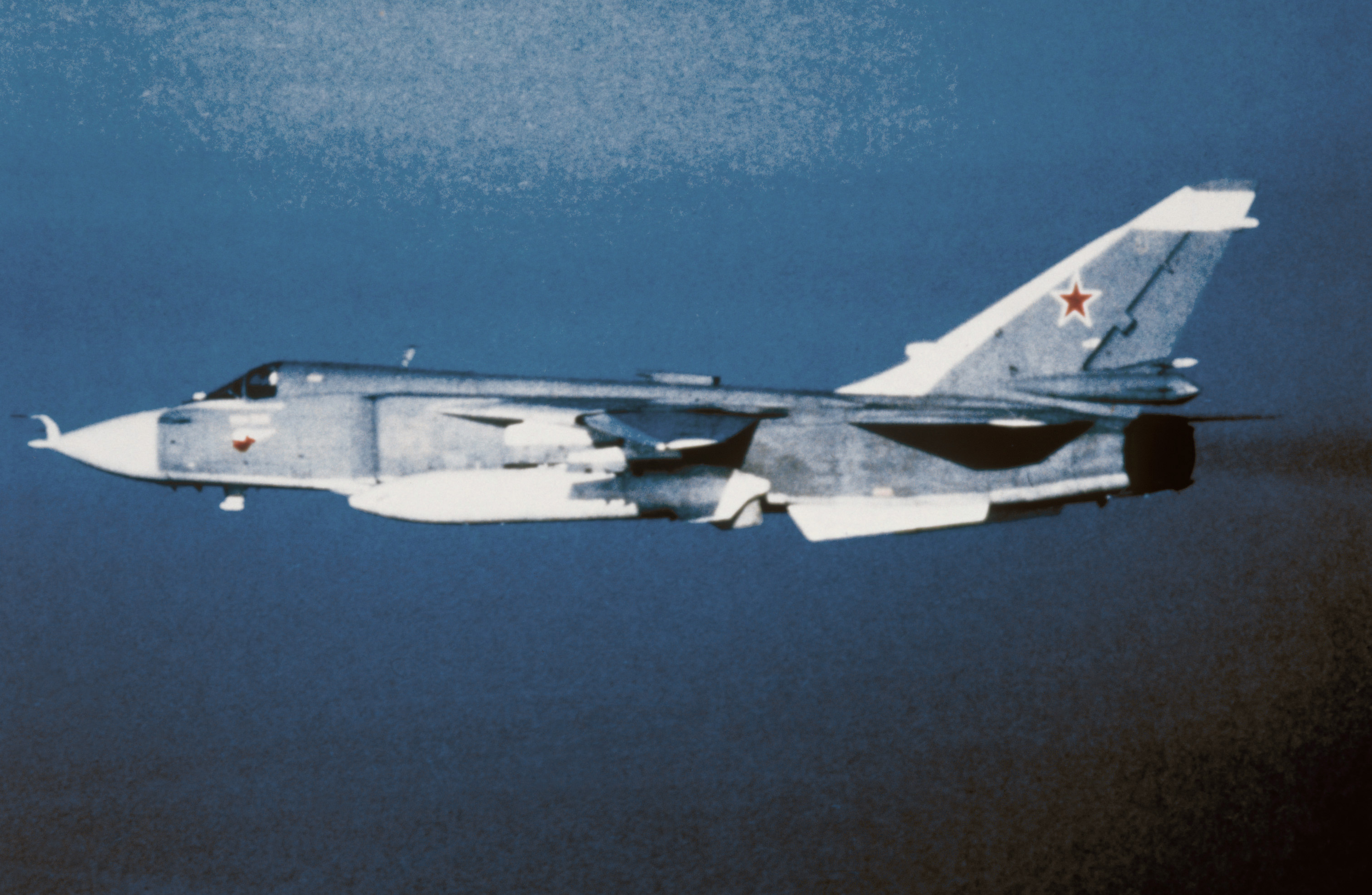
Suchoi Su-24
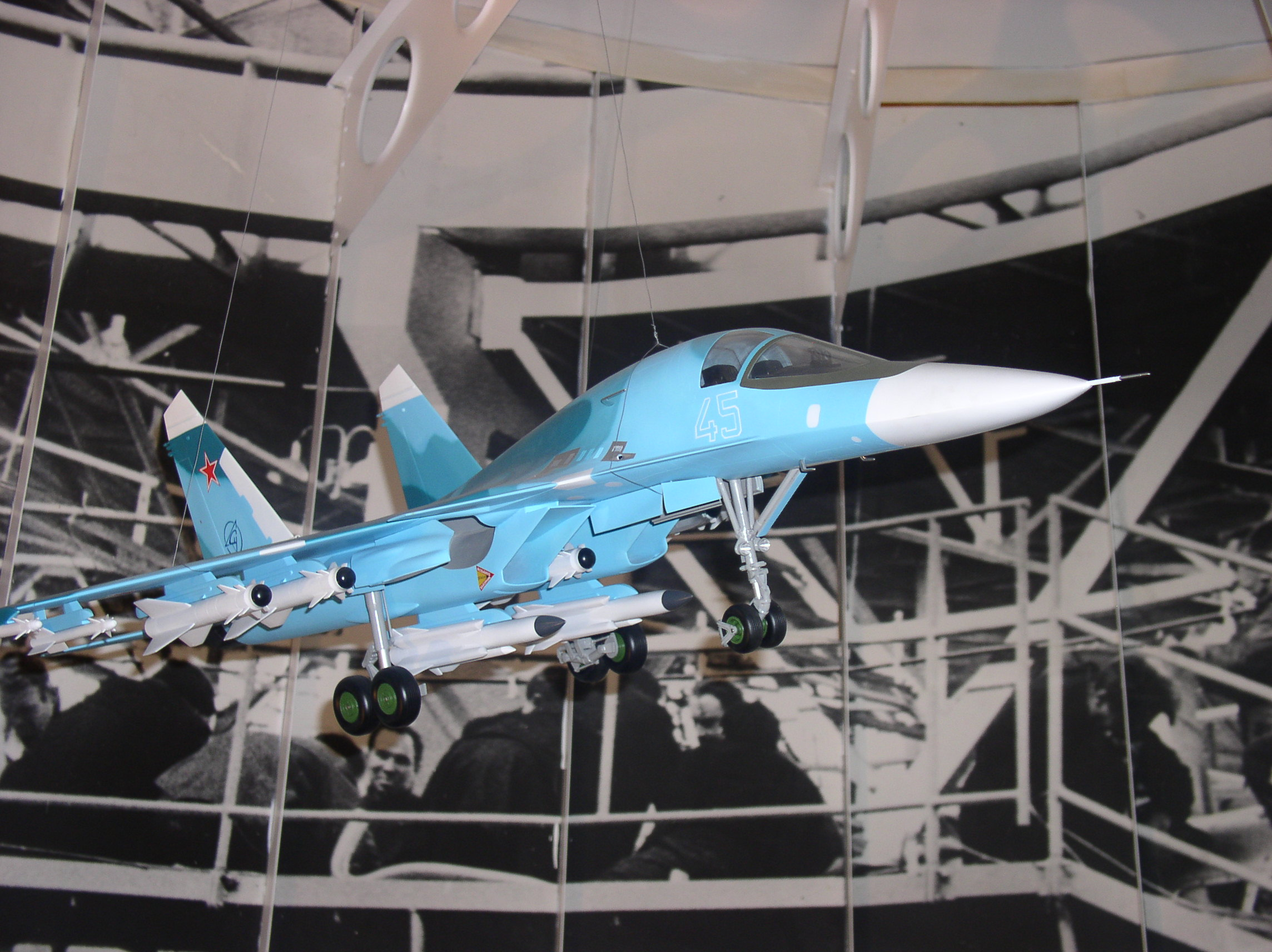
Modell der Suchoi Su-32
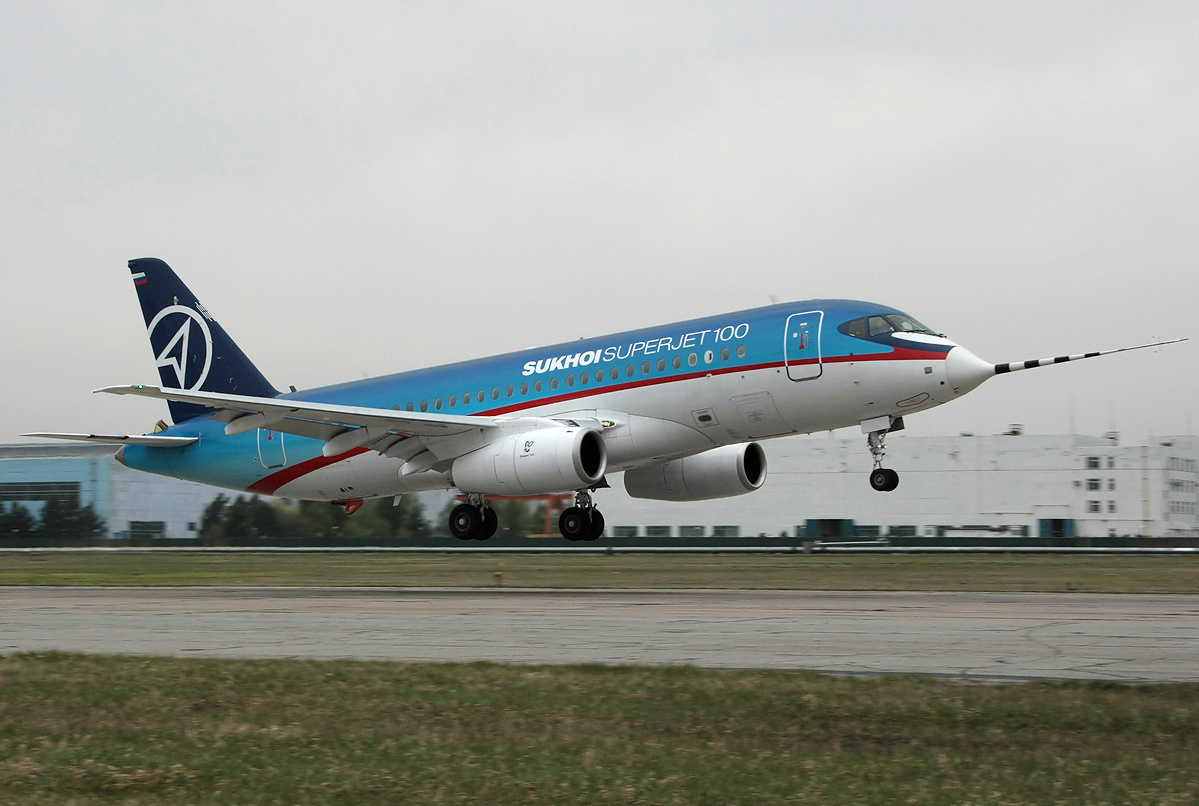
Suchoi SuperJet 100